# Kipengere-Berge
Die Kipengere-Berge (auch Livingstone-Berge genannt) sind ein Gebirgszug im südwestlichen Tansania. Sie sind Teil des südlichen Hochlandes von Tansania und liegen in der Region Njombe nordöstlich des Malawisees.

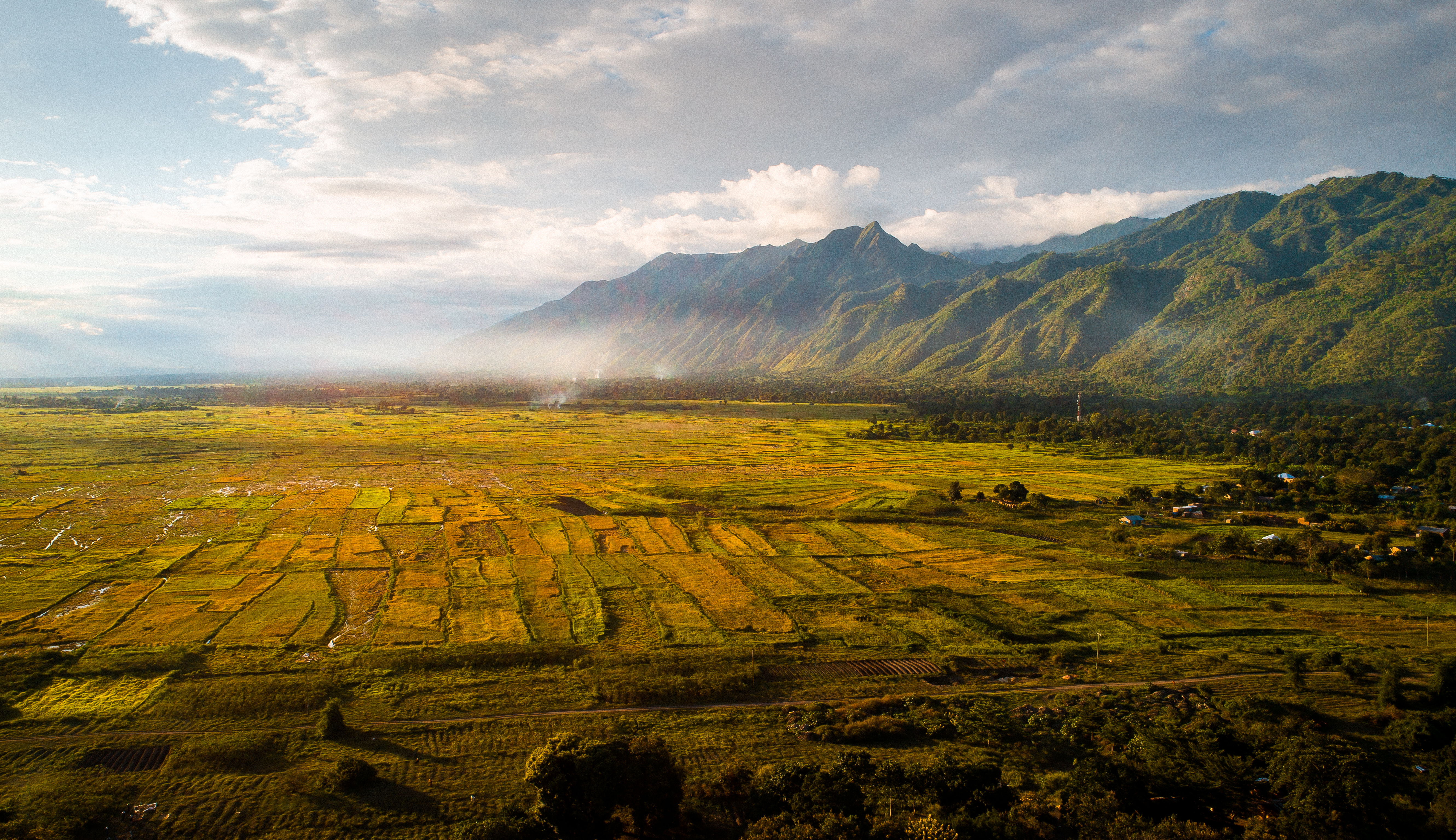
Kipengere-Berge in Matema (Kyela)

## Geografie

### Lage
Die Kipengere-Berge sind der östlichste Teil des Grabenbruchs. Sie werden im Westen vom Fluss Mbaka begrenzt, im Südwesten vom Malawisee und im Südosten vom Fluss Ruhuhu, der wie der Mbaka in den Malawisee mündet. Im Osten und im Norden bilden die Nebenflüsse des Ruaha die Abgrenzung. Im Westen schließen die Poroto-Berge an, nach Nordosten die Eastern Arc Mountains.

### Gipfel
Der höchste Gipfel des Gebirges ist mit 2961 Meter der Mtorwi, andere Berge sind Chaluhangi (2933 m) und Ishinga (2688 m).

### Klima
Die Niederschläge fallen größtenteils in den Monaten November bis April, die feuchte Luft kommt vom Malawisee.
|                        | Jan  | Feb  | Mär  | Apr  | Mai  | Jun  | Jul  | Aug  | Sep  | Okt  | Nov  | Dez  |   |      |
| Mittl. Temperatur (°C) | 17   | 17   | 16,6 | 15,8 | 14,7 | 13,1 | 12,6 | 13,8 | 15,7 | 17   | 17,2 | 16,9 | ⌀ | 15,6 |
| Mittl. Tagesmax. (°C)  | 20,5 | 20,7 | 20,3 | 19,1 | 18,1 | 16,8 | 16,5 | 18,2 | 20,4 | 21,7 | 21,5 | 20,6 | ⌀ | 19,5 |
| Mittl. Tagesmin. (°C)  | 14,3 | 14,3 | 14,2 | 13,7 | 12,4 | 10,5 | 9,7  | 10,5 | 11,7 | 12,9 | 13,7 | 14,2 | ⌀ | 12,7 |
|                        |      |      |      |      |      |      |      |      |      |      |      |      |   |      |
| Niederschlag (mm)      | 1151 | 925  | 1673 | 1112 | 258  | 78   | 74   | 71   | 92   | 488  | 1165 | 1372 | Σ | 8459 |

| 14,3 |

| 14,3 |

| 14,2 |

| 13,7 |

| 12,4 |

| 10,5 |

| 9,7 |

| 10,5 |

| 11,7 |

| 12,9 |

| 13,7 |

| 14,2 |

| 14,3 |

| 14,3 |

| 14,2 |

| 13,7 |

| 12,4 |

| 10,5 |

| 9,7 |

| 10,5 |

| 11,7 |

| 12,9 |

| 13,7 |

| 14,2 |

## Geschichte
Das Gebirge entstand in der späten Kreidezeit mit der Bildung des Grabenbruchs. In späterer Folge wurde durch Vulkanismus Lava und Asche abgelagert, dabei entstand auch der Gipfel des Mtorwi.

## Flora und Fauna

### Flora
Die Kipengere-Berge bestehen großteils aus Graslandschaften und Wäldern zwischen 1.800 und beinahe 3.000 Metern. Erstere werden dominiert von Andropogon spp., Amaryllis Eragrostis spp., Exotheca abyssinica, Hyparrhenia spp., Loudetia simplex, Monocymbium ceresiiforme, Lampenputzergräsern (Pennisetum spp.), Themeda triandra und Borstenhirsen (Setaria spp). Es wachsen 6 Arten von Protea  und verschiedene Orchideen. Die Wälder sind flächenmäßig kleiner, ihre Struktur hängt vor allem von Meereshöhe und Niederschlag ab. Häufig anzutreffende Pflanzen sind Albizia gummifera, Aningeria adolfi-friedericii, Aphloia theiformis, Apodytes dimidiata, Bersama abyssinica, Bridelia micrantha, Ebenholz (Diospyros whyteana), Entandrophragma Orchida spp., Ficalhoa laurifolia, Garcinia buchananii, Garcinia kingaensis, Kosobaum (Hagenia), Macaranga kilimandscharica, Maesa lanceolata, Neoboutonia macrocalyx, Ocotea usambarensis, Parinari excelsa, Steineiben (Podocarpus latifolius), Fiederaralien (Polyscias fulva), Prunus africana und Trichocladus ellipticus.

### Fauna
Wegen des Vorkommens seltener Vogelarten wurden sechs Gebiete als Vogelschutzgebiete ausgewiesen. Besonders bedroht sind Rötelfalke (Falco naumanni), Wachtelkönig (Crex crex) und die Stahlschwalbe (Hirundo atrocaerulea), Die Säugetiere werden zunehmend durch die Ausweitung von Siedlungsgebieten zurückgedrängt. Es gibt jedoch noch Elefanten, Riedböcke, Buschböcke, Elenantilopen, Büffel, Tüpfelhyänen, Löwen und Leoparden. An Primaten leben in den Wäldern Rote (Colobus badius tephrosceles) und Schwarze-weiße Stummelaffen (Colobus angolensis sharpei).

## Naturschutzgebiet
- Kitulo-Nationalpark: Der Kitulo-Nationalpark wird wegen seiner Blütenpracht auch „Garten Gottes“ genannt. Hier wachsen 350 Arten von Gefäßpflanzen, darunter 45 Orchideen.[7]